# Vedomosti
Vedomosti, nguyên thủy được gọi là Sankt-Peterburgskie Vedomosti (tiếng Nga: Санкт-Петербургские ведомости) là tờ báo được xuất bản do sắc lệnh của Sa hoàng Nga – Pyotr Đại đế – ký ngày 16 tháng 12 năm 1702. Số báo đầu tiên phát hành ngày 2 tháng 1 năm 1703.
Một tờ nhật báo kinh doanh thương mại khác, tên là Vedomosti, xuất bản từ năm 1999.

## Lịch sử

### Vedomosti trong thời đại của Pyotr I của Nga

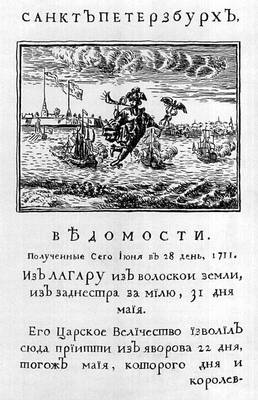
Vedomosti, 28 tháng 6 năm 1711

Nối tiếp tờ báo chép tay của thế kỷ 17 có tên là "Kuranty", Vedomosti có nội dung tường thuật những chiến thắng của quân đội và các mối quan hệ ngoại giao. Những bài viết đều do chính tay Nga Hoàng soạn hay được dịch từ báo chí Hà Lan do chính tay ông tuyển chọn.
Đầu tiên, báo được in ở xưởng in Kitai-gorod ở Matxcơva. Từ năm 1710, tiếp thu kỹ thuật in khắc từ nước ngoài, Vedomosti được xuất bản đều đặn hơn. Đến năm 1719, tờ báo đã có 22 trang.

### Vedomosti kinh viện
Sau khi Pyotr Đại đế qua đời năm 1725, dường như không một người nào có đủ tài năng để tiếp tục công trình tâm huyết của Nga hoàng. Lúc này tờ báo được sở hữu bởi Viện nghiên cứu khoa học Hoàng gia Nga và được đổi tên thành "Sankt-Peterburgskie Vedomosti" (Tin tức Xanh-Pêtécbua). 
Vào thế kỷ 18, Vedomosti ra hai lần một tuần, với những bài báo được viết bởi Gerhardt Friedrich Müller, Mikhail Lomonosov, and Ippolit Bogdanovich. Đến thế kỷ 19 Vedomosti trở thành một tờ nhật báo.

### Vedomosti trong thế kỷ 19 và thế kỷ 20
Với chủ bút là nhà báo theo chủ nghĩa tự do Evgeny Korsh (từ năm 1863), Vedomosti đã trở thành tờ báo hàng đầu trong đời sống chính trị ở Nga, cổ vũ cho phong trào Âu hoá đồng thời chống lại quan điểm bảo thủ của tờ báo bán chính thức "Moskowskie Vedomosti" (Tin tức Matxcơva). Nhưng Vedomosti với cách nhìn tự do của Korsh chỉ tồn tại đến năm 1875 khi ông bị sa thải khỏi chức chủ bút của tờ báo Vedomosti bị kiểm soát bởi Bộ Giáo dục Đế quốc Nga.
Sau đó, số lượng phát hành và tầm ảnh hưởng của tờ báo giảm đi rõ rệt. Cuộc Cách mạng Tháng Mười Nga đã dẫn đến sự kết thúc của tờ Vedomosti.
Nhưng vào năm 1991, Đảng Cộng sản Liên Xô đã quyết định xuất bản tờ "Leningradskaya Pravda" (Sự thật Lêningrát), một phiên bản mới của tờ Sankt-Peterburgskie Vedomosti, ra số đầu tiên ngày 1/9/1991. Tờ báo phát hành 5 lần một tuần và năm 1991 đã đạt đến số lượng phát hành 190.000 bản. Một tờ nhật báo kinh doanh thương mại khác, tên là Vedomosti, xuất bản từ năm 1999.

### JSC Newspaper Sankt-Peterburgskie Vedomosti
Vào ngày 28/12/1995, tờ báo được tổ chức lại bởi Cơ quan quản lý thị trường Xanh-Pêtécbua, hoạt động trong lĩnh vực chứng khoán. Vladimir Putin là Chủ tịch Hội đồng cố vấn đầu tiên của tờ báo cho đến tháng 7/1997.
Ngân hàng Nga, một đồng sáng lập của Công ty Cổ phần và trước đây đã sở hữu 20% cổ phần của tờ báo, vào năm 2005 mua chiếm giữ 35% cổ phần của công ty JSC.

## Nhật báo thương mại Vedomosti

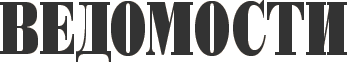
Logo Vedomosti

Vedomosti (tiếng Nga: Ведомости) là một nhật báo về kinh doanh và thương mại bằng tiếng Nga, xuất bản lần đầu ngày 7 tháng 9 năm 1999 tại Moscow, vào năm 2008 đạt số lượng phát hành 73.000 bản.  Tờ báo là một liên doanh giữa Dow Jones, Financial Times,  và các nhà xuất bản của The Moscow Times.